# Комната Марвина
«Комната Марвина» (англ. Marvin's Room) — американская драма режиссёра Джерри Закса, киноадаптация одноимённой пьесы Скотта МакФерсона. Фильм снимался в Нью-Джерси, Флориде, Нью-Йорке (США) в 1996 году. В главных ролях: Мэрил Стрип, Леонардо ДиКаприо, Дайан Китон, Роберт Де Ниро. Фильм был номинирован на премии «Оскар» и «Золотой глобус».

## Сюжет
Марвин (Хьюм Кронин) после перенесённого инсульта уже около 17 лет прикован к постели. Две его взрослые дочери — Бесси и Ли — совершенно разные люди. Первая, забыв о личной жизни, постоянно заботится об отце; вторая, 20 лет назад выйдя замуж и переехав в другой штат, ни разу за эти годы не связалась ни с отцом, ни с Бесси.
Однажды доктор Волли, наблюдающий Бесси, устанавливает, что у неё лейкоз и ей необходима трансплантация костного мозга. Результат может быть достигнут, если донор — ближайший родственник. Со своей бедой Бесси обращается к Ли, а та — к своим сыновьям Хэнку и Чарли. Ли с сыновьями приезжает в дом своего отца. Сыновьям также стоит пройти обследование. Осознавая, что после возможной смерти сестры каждодневные заботы об отце лягут на неё, Ли сначала решает найти для него место в хосписе, однако выясняется, что стоимость хорошего заведения ей не по карману. Ли не находит общего языка с собственными детьми, тогда как у Бесси сразу получается расположить к себе Хэнка. После взятия анализов на совместимость костного мозга, давших отрицательные результаты, Ли переосмысливает понятие семьи. Переживая невзгоды, родственники значительно сближаются.
Поскольку Бесси, кажется, становится все хуже, а анализы показывают, что мальчики не подходят в качестве доноров костного мозга, Ли приходит к соглашению, что теперь ее очередь заботиться о своей семье. Фильм заканчивается тем, что Ли знакомится с лекарствами своего отца, когда она входит в его комнату с его обедом, не обращая внимания на Бесси, отражающую солнечный свет в зеркале, что заставляет Марвина улыбаться.

## Критика
Фильм имеет рейтинг одобрения 84% на агрегаторе обзоров "Rotten Tomatoes" на основе 50 обзоров и средний рейтинг 6,7/10. Критический консенсус веб-сайта гласит: «Комната Марвина возвышается над набором неблагополучных семейных драм благодаря безупречному актерскому составу, в который входят Мерил Стрип, Дайан Китон и Леонардо Ди Каприо». по 20 критическим отзывам, что указывает на «положительные отзывы».

## В ролях
- Хьюм Кронин — Марвин
- Мерил Стрип — Ли, дочь Марвина
- Дайан Китон — Бесси, дочь Марвина
- Леонардо Ди Каприо — Хэнк, сын Ли
- Хэл Скардино — Чарли, сын Ли
- Роберт Де Ниро — доктор Волли
- Гвен Вердон — Рут
- Дэн Хедайя — Боб
- Марго Мартиндейл — доктор Шарлотта Сэмит
- Синтия Никсон — директор хосписа

## Награды и номинации

### Победы
- Национальный совет кинокритиков США — премия For excellence in filmmaking.
- Леонардо Ди Каприо — премия Хлотрудис (Бостонский фестиваль независимого кино)
- Режиссёр Джерри Закс — приз «Святой Георгий Победоносец» на Московском международном кинофестивале
- Вся съёмочная группа — Премия Святого Христофора, вручаемая за литературные и кино-произведения, несущие дух гуманизма и прославляющие высоты человеческого духа.

### Номинации
- «Золотой глобус», Мерил Стрип — лучшая женская роль в драме
- «Оскар», Дайан Китон — лучшая актриса.